# نیوری، مورن و داون
نیوری، مورن و داون (به انگلیسی: Newry) یک بخش در ایرلند شمالی است.